# یوئل شوارتز

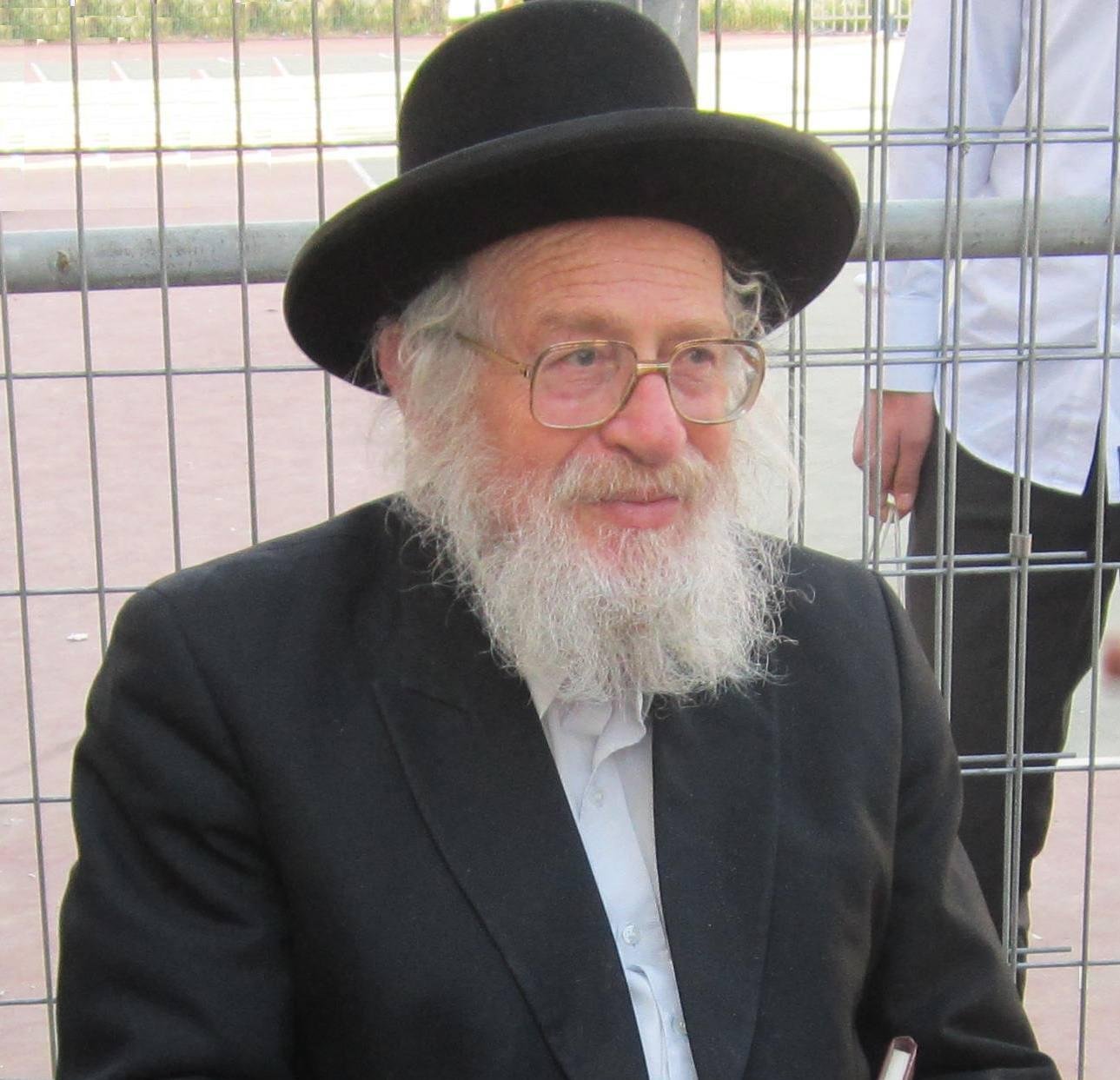
یوئل شوارتز

یوئل شوارتز ( عبری: יואל שוורץ‎  ; (زاده ۲۹ سپتامبر ۱۹۳۹- درگذشت ۸ سپتامبر ۲۰۲۲)  خاخام یهودی حریدی ، تورات پژوه و نویسنده پرکار اسرائیلی بود که بیش از ۲۰۰ کتاب یهودی منتشر نمود. او یک مدرس ارشد در دواریرشالیم یشیوا در محله اورشلیم در هار نوف ، یک موسسه انگلیسی زبان برای باالی تشووا بود. او همچنین در تلاش برای احیای سنهدرین شرکت داشت.

## تحصیلات
خاخام شوارتز در کول توره یشیوا در اورشلیم, پونوژ یشیوا در بنی براک و میر یشیوا در اورشلیم تحصیل نمود. شوارتز به نامماشگیاج روچانی ازایتری یشیواها خدمت کرد.

## جوایز
خاخام شوارتز در سال ۲۰۰۹ برنده جایزه مسکوویتز در اورشلیم به دلیل کار هایش در تشکیل چارچوب " نهال حریدی " برای خدمت سربازی مردهای حریدی برای خدمت به نام نیروهای رزمی در ارتش اسرائیل بود. جایزه مسکوویتز برای صهیونیسم توسط دکتر ایروینگ و چرنا مسکوویتز به منظور قدردانی از مردمانی که صهیونیسم را در جامعه حال اسرائیل عملی کردند، بنیانگذاری شد.